# Phyllanthus atripennis
Phyllanthus atripennis е вид птица от семейство Leiothrichidae, единствен представител на род Phyllanthus.

## Разпространение
Видът е разпространен в Бенин, Гамбия, Гана, Гвинея, Гвинея-Бисау, Камерун, Демократична република Конго, Кот д'Ивоар, Либерия, Мали, Нигерия, Сенегал, Сиера Леоне, Того, Уганда и Централноафриканската република.